# Stenadonta cyttarosticta
Stenadonta cyttarosticta är en fjärilsart som beskrevs av George Francis Hampson 1895. Stenadonta cyttarosticta ingår i släktet Stenadonta och familjen tandspinnare. Inga underarter finns listade i Catalogue of Life.